# Tom Angelripper

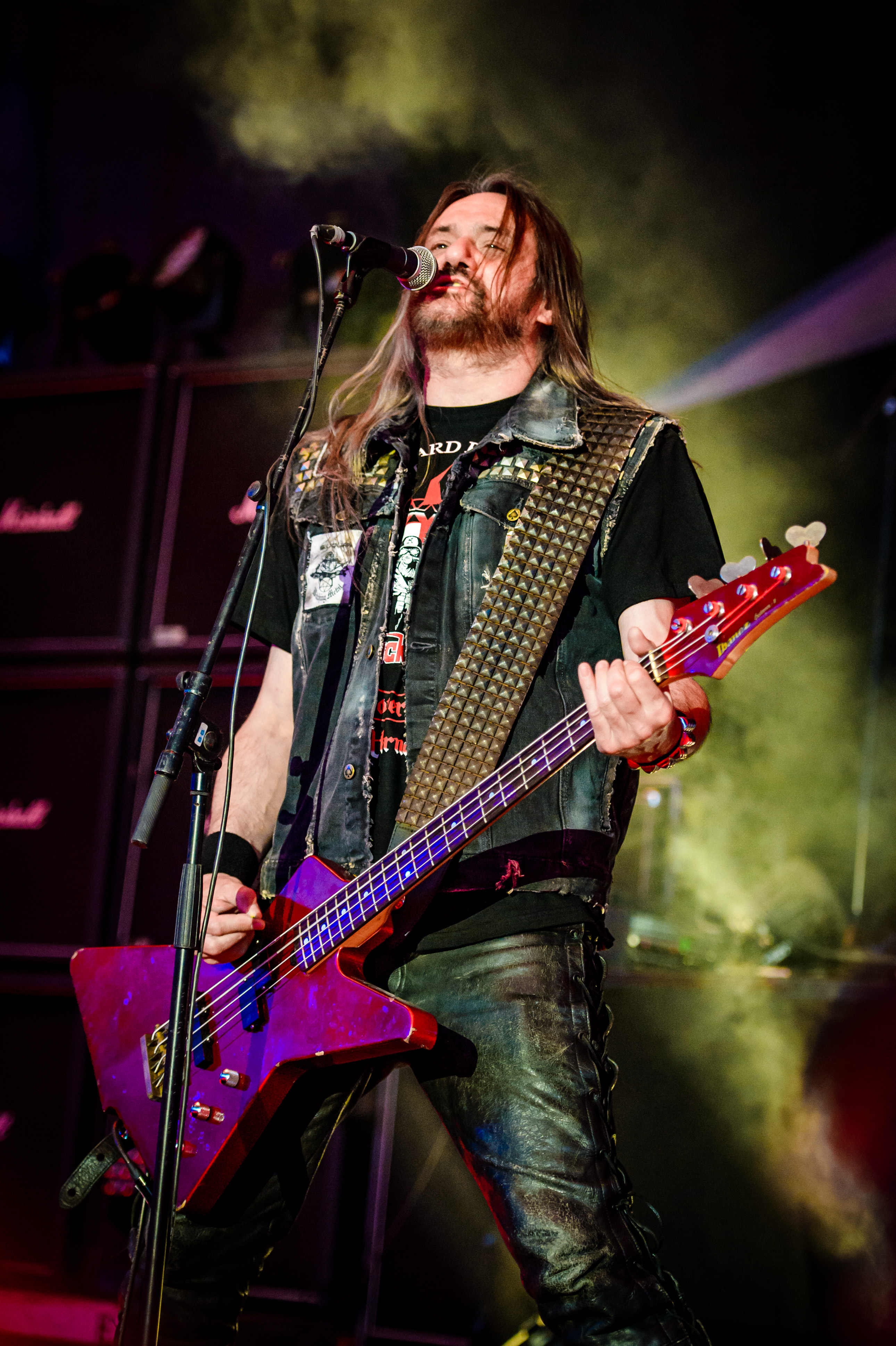
Tom Angelripper (2018)

Tom Angelripper (* 19. Februar 1963 in Gelsenkirchen; bürgerlich Thomas Such) ist ein deutscher Metal-Musiker. Er ist Sänger und Bassist der Thrash-Metal-Band Sodom.

## Leben
Tom Angelripper arbeitete zunächst als Bergmann: „Um richtig Geld zu verdienen, gab es nur eine Möglichkeit: auf Zeche gehen […] Mein Onkel ist mit mir losgezogen, und am nächsten Montag konnte ich anfangen, Zeugnisse oder so etwas wollte niemand sehen.“ Der für damalige Verhältnisse ordentliche Lohn von 500 DM im ersten Lehrjahr „floss fast ausschließlich in das Hobby Metal und relativierte die Anstrengungen unter Tage. ‚Metal war für uns Religion. Ich hatte 30 Mann in der Berufsschulklasse, keiner außer mir kannte Motörhead, und es war mir egal.‘“ Angelripper wurde gelernter Grubenschlosser und arbeitete als solcher zehn Jahre unter Tage. Bis heute ist bei Sodom Konzerten nach Ende des Sets häufig das Steigerlied vom Band zu hören. Die Demoaufnahme der Band Venom inspirierte ihn 1980, Musiker zu werden. 1982 gründete er die Band Sodom. Nach dem Erfolg des dritten Sodom-Albums Agent Orange gab er seinen Job unter Tage auf und wurde Berufsmusiker; inzwischen bezeichnet er das Musikgeschäft jedoch als „hartes Brot“, das ihn mittlerweile maßlos enttäusche und das er „keinem jungen Mann empfehlen kann. Die Ellenbogengesellschaft und der Konkurrenzdruck haben sich auch hierhin übertragen.“ In dem Soloprojekt unter seinem Künstlernamen Tom Angelripper, später auch als Onkel Tom, widmete er sich anfangs der Aufarbeitung von Schlager- und Trinkliedern, aber zunehmend auch eigenen Kompositionen im Metal-Stil, die meist den Alkohol preisen.
Tom Angelripper wurde von Alex Kraft für das Debütalbum The Dawn of Dying der im Western- und Country-Stil spielenden Band Dezperadoz als Sänger verpflichtet, was laut Alex Kraft zum Missverständnis führte, dass es sich um ein „Onkel-Tom-Projekt“ handle. Angelripper musste die Band verlassen, da ihm wegen Sodom und Onkel Tom nicht mehr genug Zeit blieb. Zuletzt sang Tom Angelripper nur noch bei dem Lied Ring of Fire, im Original von Johnny Cash, als Gast mit.
Das Onkel-Tom-Doppelalbum Nunc est bibendum erschien, bis auf Alex Kraft, 2011 in neuer Besetzung.
2011 sowie 2014 war Tom Angelripper sowohl mit seiner Band Sodom als auch mit seinem Soloprojekt Onkel Tom auf dem Wacken Open Air zu sehen.
Angelripper ist verheiratet, hat eine Tochter und einen Sohn.

## Diskografie

### AlsTom Angelripper

#### Alben
- 1996: Ein schöner Tag...
- 1998: Ein Tröpfchen voller Glück
- 1999: Ein Strauß bunter Melodien
- 1999: Das blaueste Album der Welt! - Best of...
- 2000: Ich glaub’ nicht an den Weihnachtsmann
- 2001: Das blaueste Album der Welt! - Best of... [Neuauflage]
- 2011: Nunc est bibendum
- 2014: H.E.L.D.
- 2018: Bier Ernst

#### Singles
- 1995: Delirium
- 2004: Bon Scott hab’ ich noch live gesehen

#### Videoalben
- 2004: Lieder die das Leben schreibte

### MitDezperadoz
- 2000: The Dawn of Dying

### MitDie Knappen
- 2009: Glück auf! (Single)
- 2010: Auf Kohle geboren

### Gastauftritte
- 1988: Protector: Golem (Lied: Space Cake)
- 1997: Alex Kraft: Götterdämmerung (Lied: Elke)
- 1998: J.B.O.: Meister der Musik (Lied: Meister der Musik – Teil 2)
- 2000: Mambo Kurt: Back in Beige: Return of Alleinunterhalter (Lied: Die Flut)
- 2005: Powergod: Long Live The Loud – That's Metal Lesson II (Lied: The War Drags Ever On [Tank-Cover])
- 2005: Holy Moses: Strength, Power, Will, Passion (Lied: Im Wagen vor mir (Hidden Track))
- 2006: Dezperadoz: The Legend and the Truth (Lied: Ring of Fire)
- 2010: Onslaught: Bomber (Motörhead-Cover)